# Irradiés
Irradiés (internationaler Titel: Irradiated, dt.: „Bestrahlt“) ist ein französisch-kambodschanischer Dokumentarfilm von Rithy Panh aus dem Jahr 2020. Themen sind der Schmerz und die Trauer, die durch Krieg und den Einsatz von Massenvernichtungswaffen ausgelöst werden.
Die Uraufführung fand am 28. Februar 2020 im Rahmen des Wettbewerbs der 70. Internationalen Filmfestspiele Berlin statt.

## Handlung
Im Mittelpunkt stehen Überlebende des Krieges und von Einsätzen durch Massenvernichtungswaffen, die den verschiedenen Formen des Bösen beispielsweise in Schützengräben, auf Atollen, Konzentrationslagern oder nur durch bloßes Schweigen begegnet sind. Porträtiert werden u. a. die „Hibakusha“, die Überlebenden der Atombombenabwürfe auf Hiroshima und Nagasaki im August 1945. Durch Treffen mit ihnen und Zeitzeugenberichte fühlte sich Filmemacher Rithy Panh an sein eigenes Schicksal erinnert. Er überlebte den unter dem Rote-Khmer-Regime begangenen Genozid in Kambodscha, was er thematisch in früheren Werken verarbeitet hatte. Auch die Natur „kommt zu Wort“, die ebenfalls unter den Folgen von Krieg und Zerstörung zu leiden hat.
Der Film besteht weitgehend aus Archivaufnahmen und wird von Marceline Loridan (1928–2018) begleitet. Die französische Filmemacherin überlebte den Holocaust und heiratete später den bekannten niederländischen Dokumentarfilmer Joris Ivens (1898–1989).

## Rezeption
Carlo Chatrian, künstlerischer Leiter der Berlinale, hob bei der offiziellen Vorstellung des Wettbewerbs Ende Januar 2020 hervor, dass viel über die Aufnahme von Panhs Film ins Programm diskutiert worden sei. Irradiés verlange dem Zuschauer viel ab und dränge ihn dazu, wachsam zu bleiben. Dennoch handle es sich „heutzutage um einen wichtigen Film“ und die einzige Dokumentation im Wettbewerb, auch wenn dieser Begriff für Irradiés nicht ganz zutreffend sei.

## Auszeichnungen
Mit Irradiés konkurrierte Rithy Panh erstmals um den Goldenen Bären, den Hauptpreis der Berlinale. Der Film wurde mit dem Berlinale Dokumentarfilmpreis ausgezeichnet.